# Dören (Geographie)
Dören (auch Döhren) bezeichnet im niederdeutschen Sprachraum, insbesondere in Ostwestfalen-Lippe, einen Pass durch ein Gebirge. Die Herkunft des Begriffes lässt sich auf das niederdeutsche Dör (Tür) zurückführen. Dören trennen damit zwei Gebirgskämme, die in Ostwestfalen meist als Eggen bezeichnet werden. Eine typische Döre ist zum Beispiel die Wallücke. Auch die Dörenschlucht zwischen Pivitsheide V. L. und Augustdorf im Teutoburger Wald trägt diesen Namen.
Kleinere, feuchte bzw. wasserführende Kerbtäler, durch die kein Pass führt, werden im niederdeutschen Sprachraum aber auch im mittelhochdeutschen Sprachraum – zum Beispiel im Süderbergland – als Siepen oder Siefen bezeichnet. Die damit wiederum verwandte Bezeichnung Siek aus dem ostwestfälisch-lippischen Raum bezeichnet jedoch ein feuchtes Kastental, das durch Plaggenhieb und Eschwirtschaft entstand.